# Robert Lucas Jr.
Robert Emerson Lucas, Jr., född 15 september 1937 i Yakima, Washington, död 15 maj 2023 i Chicago, Illinois, var en amerikansk nationalekonom som belönades med Sveriges Riksbanks pris i ekonomisk vetenskap till Alfred Nobels minne 1995 med motiveringen "för att ha utvecklat och tillämpat hypotesen om rationella förväntningar och i grunden förändrat makroekonomisk analys och synen på ekonomisk politik".
Robert Lucas påbörjade sina universitetsstudier på Berkeley University i Kalifornien där han studerade historia. Han hoppade av två år senare för att sedan söka sig till University of Chicago där han avlade en kandidat- och masterexamen i nationalekonomi och senare även en doktorsexamen. Hans forskningsarbete har mest varit kring statens roll i den fria marknaden och vikten av penningpolitik. Han anses av nationalekonomen Gregory Mankiw vara den mest inflytelserika nationalekonomen under den senare delen av 1900-talet.
Politiskt är Lucas en varm anhängare av frihandel, fri marknad och avregleringar.